# Thesium brachystylum
Thesium brachystylum är en sandelträdsväxtart som beskrevs av Arthur William Hill. Thesium brachystylum ingår i släktet spindelörter, och familjen sandelträdsväxter. Inga underarter finns listade i Catalogue of Life.